# Technische Hochschule Augsburg

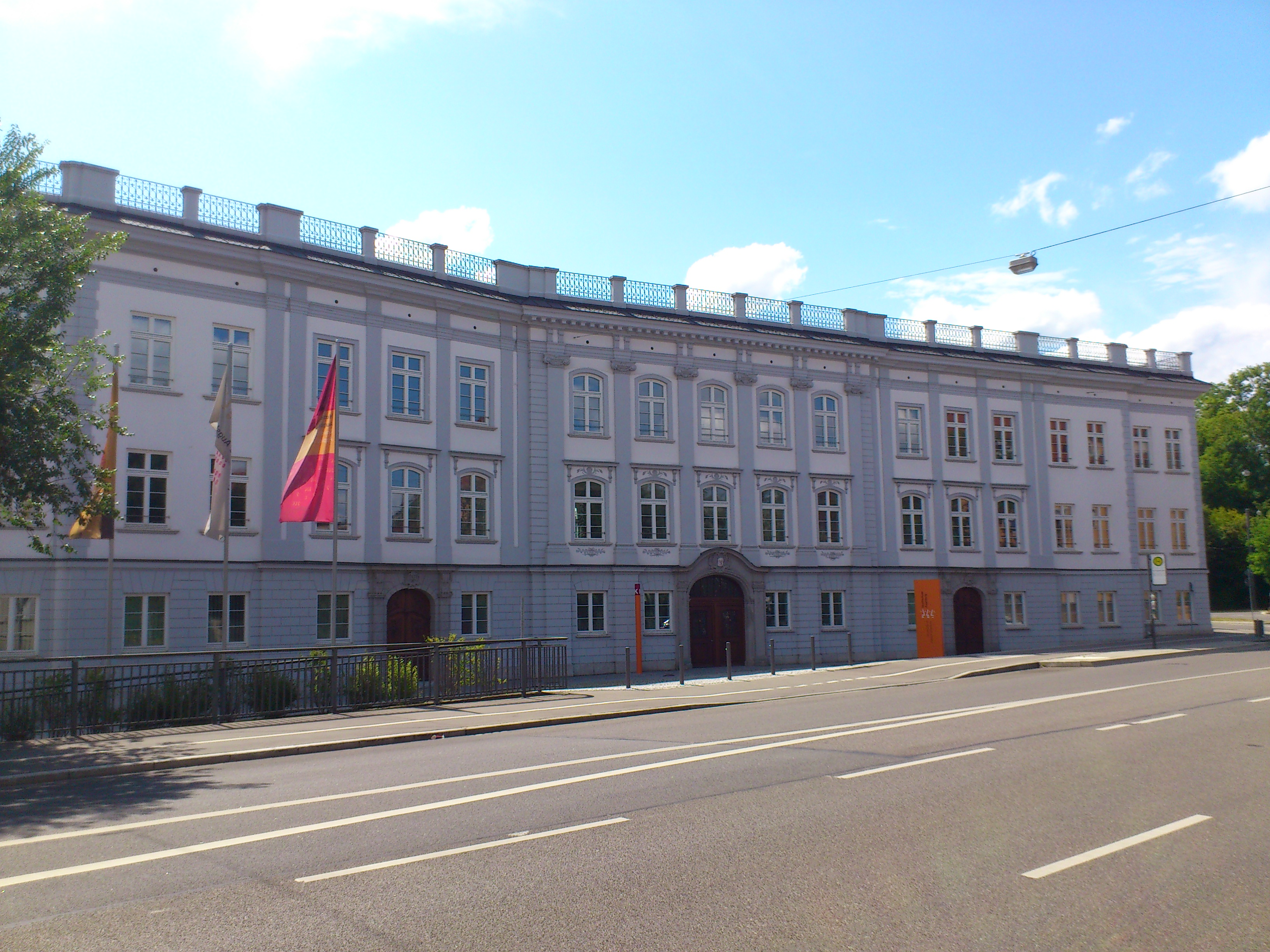
Campus am Roten Tor: K-Bau (Sitz der Hochschulleitung)

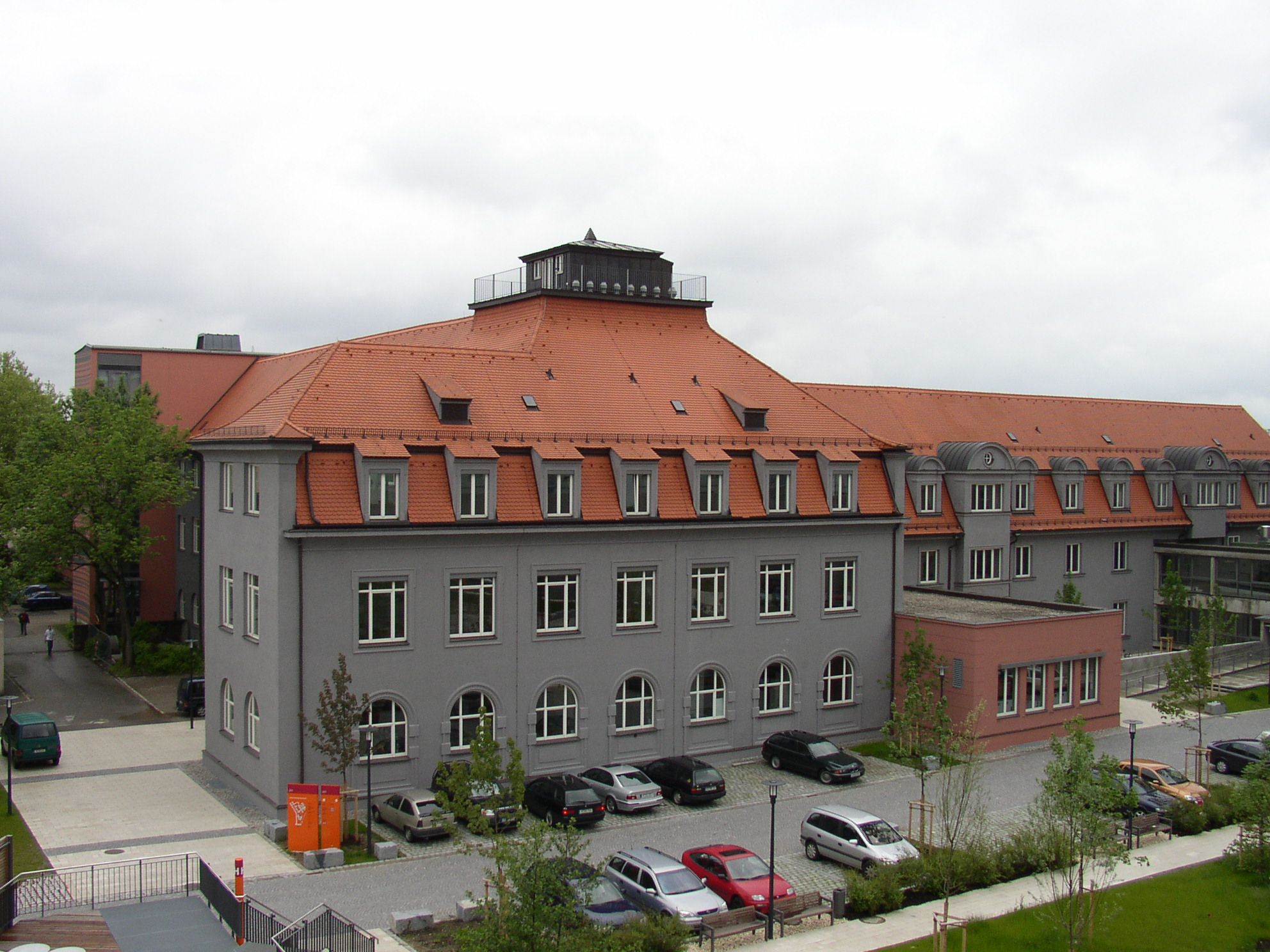
Campus am Brunnenlech: A-Bau (Blick aus dem H-Bau)

Die Technische Hochschule Augsburg (kurz THA, bis März 2023: Hochschule für angewandte Wissenschaften Augsburg) ist eine Fachhochschule mit Sitz in Augsburg, welche 1971 gegründet wurde. Sie teilt sich in die Schwerpunkte Wirtschaft, Gestaltung, Technik, Informatik und Soziale Arbeit auf.

## Geschichte
| Präsidenten | Präsidenten            |
| ----------- | ---------------------- |
| 1972–1976   | Friedrich Dworschak    |
| 1976–1982   | Wolfgang Heidecker     |
| 1982–1988   | Rudolf Bretzel         |
| 1988–2000   | Hans Benedikt          |
| 2000–2004   | Hans-Jürgen Körner     |
| 2004–2016   | Hans-Eberhard Schurk   |
| seit 2016   | Gordon Thomas Rohrmair |

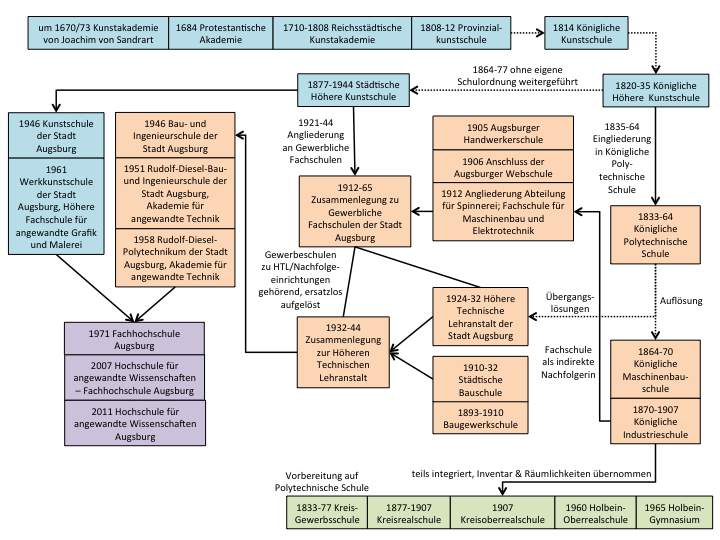
Zeitlicher Überblick zu den Vorgängereinrichtungen

Die Technische Hochschule Augsburg wurde am 1. August 1971 aufgrund des Bayerischen Fachhochschulgesetzes durch Vereinigung des Rudolf-Diesel-Polytechnikums und der Werkkunstschule errichtet.

### Anfänge
Die Anfänge der Hochschule können bis auf das Jahr 1670 zurückgeführt werden. 1684 erfolgte die Anerkennung der Akademie durch den protestantischen Teil des paritätisch besetzten Rates der Stadt Augsburg. Ab diesem Zeitpunkt wurde von der „Protestantischen Akademie“ gesprochen. 1710 wurde die „Reichsstädtische Kunstakademie“ gegründet und die Einrichtung somit allen Bürgern zugänglich gemacht. Die Reichsstädtische Kunstakademie wurde von Beginn an von zwei paritätischen Direktoren geleitet. 
1779 begann die Reformierung des gesamten Lehrangebotes und man gründete unter Stadtpfleger Paul von Stetten eine „Privatgesellschaft zur Ermunterung der Künste“ (eine Art Förderverein).

### 19. Jahrhundert
Nachdem 1808 Augsburg den Status der freien Reichsstadt verloren hatte, endete auch das Bestehen der Reichsstädtischen Kunstakademie. So diente die Einrichtung bis 1814 als Zubringer für die Münchner Akademie und wurde ab 1814 „Königliche Kunstschule“ genannt. Diese ging in der 1820 gegründeten Höheren Kunstschule auf. Im Jahre 1835 wurde sie in die am 11. November 1833 gegründete „Königliche Polytechnische Schule“ eingegliedert. Diese befand sich zunächst in den Fuggerhäusern und ab 1834 im ehemaligen Katharinenkloster. Berühmtester Schüler war Franz von Lenbach. 1864 wurde nach 29 Jahren diese Schule aufgelöst, nur eine Maschinenbauschule blieb bestehen. Sie führte von 1870 bis 1907 den Namen „Königliche Industrieschule“, die auch von Rudolf Diesel besucht wurde. In den technischen Fakultäten gab es bis 1924 Übergangslösungen.
Der Kunstunterricht wurde 1877 unter dem Namen „Städtische Höhere Kunstschule“ neu organisiert. 1905 siedelte die Kunstschule in die neuerbauten Räume im Dachgeschoss der Hallschule an der Maximilianstraße um. Dort verblieb sie, von kriegs- und zerstörungsbedingten Auslagerungen abgesehen bis 1984. 1921 wurde diese Anstalt an die Gewerbliche Fachschule der Stadt Augsburg angegliedert, behielt aber ihr Eigenleben bis zur Zerstörung bei einem Luftangriff im Jahre 1944 bei.
1893 wurde die Baugewerkschule ins Leben gerufen. Sie nutzte zuerst Räumlichkeiten im ehemaligen Jesuitenkolleg St. Salvator in der Jesuitengasse. Ein Jahr später bezog die Baugewerkschule den ehemaligen Prälatenbau des Stifts Heilig Kreuz im Ottmarsgäßchen und blieb dort bis 1925. 1910 erfolgte die Umwandlung in eine Bauschule.

### 20. Jahrhundert
1905 erfolgte auf Anregung der „Augsburger Gewerbehalle“, einer Vereinigung von Augsburger Gewerbetreibenden, die Gründung der „Augsburger Handwerkerschule“. Zu diesem Zweck wurde das ehemalige Landgestüt an der Baumgartnerstraße umgebaut. Ein Jahr später wurde dieser Schule die Augsburger Webschule angeschlossen. Aus Platzmangel wurden im Jahre 1910 umfangreiche Um- und Neubauten erforderlich.  Zwei Jahre später erfolgte die Angliederung einer Abteilung für Spinnerei und damit die Errichtung einer Fachschule für Maschinenbau und Elektrotechnik als Nachfolgeeinrichtung der 1907 auf königlichen Erlass aufgelösten Industrieschule. Im September des gleichen Jahres wurden alle Fachschulen und Fachkurse an der Baumgartnerstraße zu einer Gesamtanstalt unter der Bezeichnung „Gewerbliche Fachschulen der Stadt Augsburg“ zusammengefasst. Unter diesem Namen wurde 1913 der so genannte „A-Bau“ und ein Jahr darauf der so genannte „F-Bau“ bezogen.
Von 1924 bis 1932 wurde der gewerblichen Fachschule die „Höhere Technische Lehranstalt der Stadt Augsburg“ mit den Abteilungen Maschinenwesen und Elektrotechnik angegliedert. Dazu bestand parallel eine Städtische Bauschule mit fünf Semestern Ausbildungsdauer. Beide Schulen wurden 1932 unter dem Namen Höhere Technische Lehranstalt zusammengelegt, der weiterhin die Gewerblichen Fachschulen einschließlich der Städtischen Höheren Kunstschule angeschlossen waren. Im April 1944 zerstörte eine Bombe das Dach des Schulgebäudes in der Baumgartnerstraße. 
Nach dem Zweiten Weltkrieg wurde der Lehrbetrieb im Januar 1946 wieder aufgenommen. Die technischen und künstlerischen Einrichtungen wurden fortan wieder unabhängig und unter den Namen „Bau- und Ingenieurschule“ und „Kunstschule“ der Stadt Augsburg wiedereröffnet. 1951 kam es zu einer erneuten Umbenennung der Bau- und Ingenieurschule in „Rudolf-Diesel-Bau- und Ingenieurschule der Stadt Augsburg, Akademie für angewandte Technik“. Die Studiendauer wurde 1953 von 5 auf 6 Semester angehoben und gleichzeitig der Studiengang Elektrotechnik mit den Studienrichtungen Energietechnik und Nachrichtentechnik eingerichtet.
Am 1. Oktober 1958 erhielt die „Bau- und Ingenieurschule“ nach entsprechender Ausweitung den Namen „Rudolf-Diesel-Polytechnikum der Stadt Augsburg, Akademie für angewandte Technik“.
In den 1950er und 1960er Jahren wurde der A-Bau durch den B-Flügel und den Großen Physiksaal mit Kernphysiklabor ergänzt, der C-Bau vollendet und das Maschinenbaulabor (D-Bau) konzipiert.

Im Juli 1965 wurden die Gewerblichen Fachschulen ersatzlos aufgelöst.

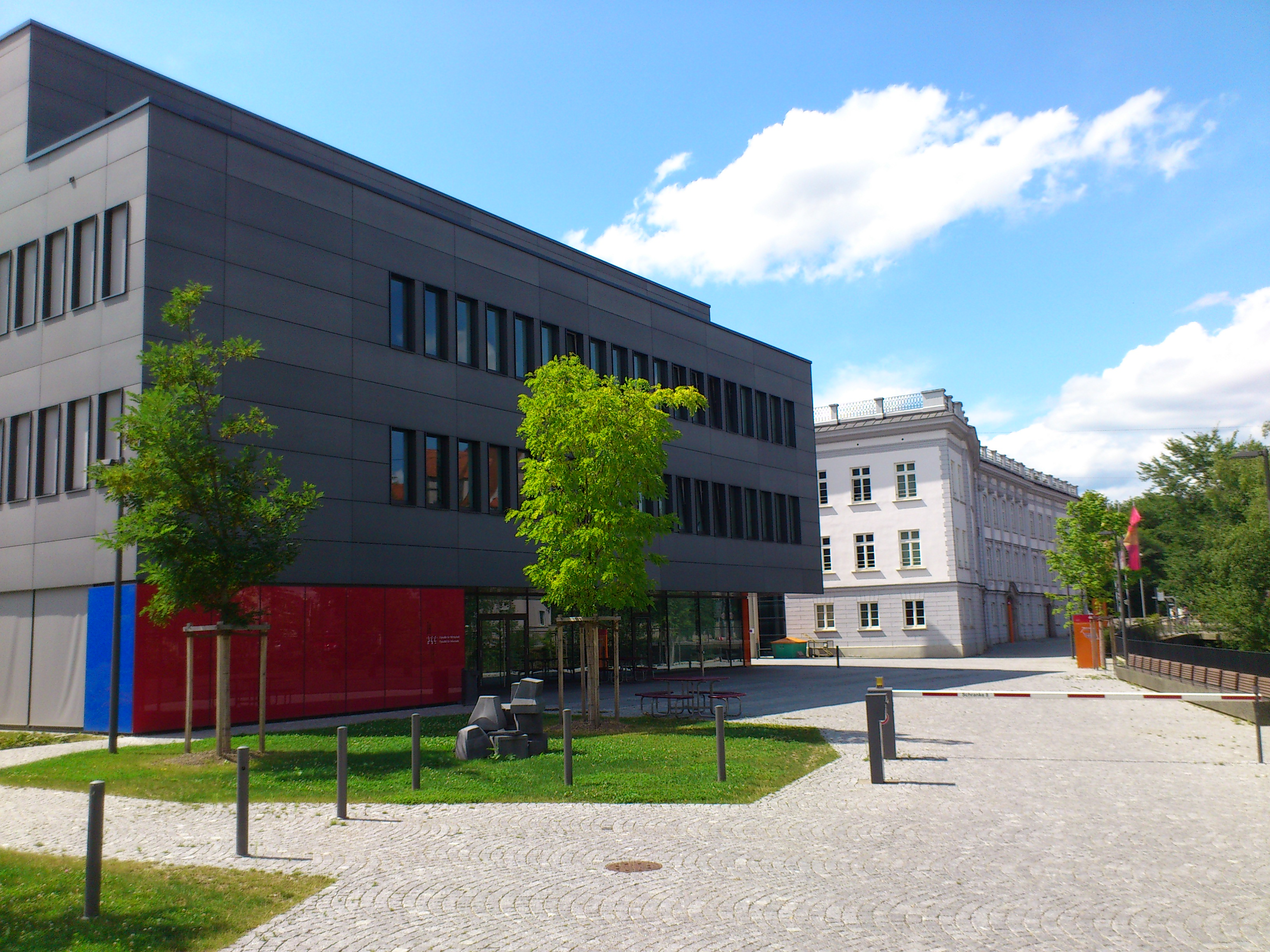
Campus am Roten Tor: K- und W-Bau

Die „Kunstschule“ erhielt 1961 den Namen „Werkkunstschule der Stadt Augsburg, Höhere Fachschule für angewandte Grafik und Malerei“. Sie umfasste einen einsemestrigen Vorkurs nach Vorbild des Dessauer Bauhauses und war in die Fachklassen Gebrauchsgraphik, Mustergestaltung, Schaufenster- und Ausstellungsgestaltung und Angewandte Malerei eingeteilt.
Beide städtischen Einrichtungen wurden zum 1. August 1971 zur staatlichen Fachhochschule Augsburg (FHA) vereint. In den Ausbildungsrichtungen Technik und Gestaltung fanden die Lehrbereiche der Vorgängerschulen ihre Fortsetzung.
Mit dem Beginn des Wintersemesters 1974/75 wurde mit der Ausbildungsrichtung Wirtschaft ein neuer Ausbildungszweig eröffnet. Die heutige School of Business (damals Fachbereich Betriebswirtschaft) entstand 1979 als Ausgründung des Fachbereichs Allgemeinwissenschaften. Ein weiteres Fachgebiet kam zum Wintersemester 1980/81 mit dem Studiengang Informatik dazu. 1991 erfolgte die Gründung des eigenständigen Fachbereichs Informatik (heute Fakultät für Informatik). Der Studiengang Medieninformatik/Multimedia wurde zum Wintersemester 1996/97 als Kooperation der Fakultäten für Gestaltung und Informatik eingerichtet. Der Studiengang Umwelttechnik in der Fakultät für Maschinenbau startete zum Wintersemester 1998/99.

### 21. Jahrhundert
Im Wintersemester 2000/01 begannen die Studiengänge Mechatronik, Wirtschaftsinformatik und International Management mit dem Lehrbetrieb. Nach und nach wurden so genannte Weiterbildungsstudiengänge eingerichtet. Im Wintersemester 1995/96 startete an der Fakultät für Allgemeinwissenschaften (heute: Fakultät für Angewandte Geistes- und Naturwissenschaften), der Weiterbildungsstudiengang „Umwelttechnik-Immissionsschutz“, im Wintersemester 2000/01 an der Fakultät für Architektur und Bauwesen der Studiengang „Baumanagement“ (Master of Engineering in Project Management) und im Wintersemester 2007/08 an der Fakultät für Maschinenbau und Verfahrenstechnik der Studiengang „Technologiemanagement“.

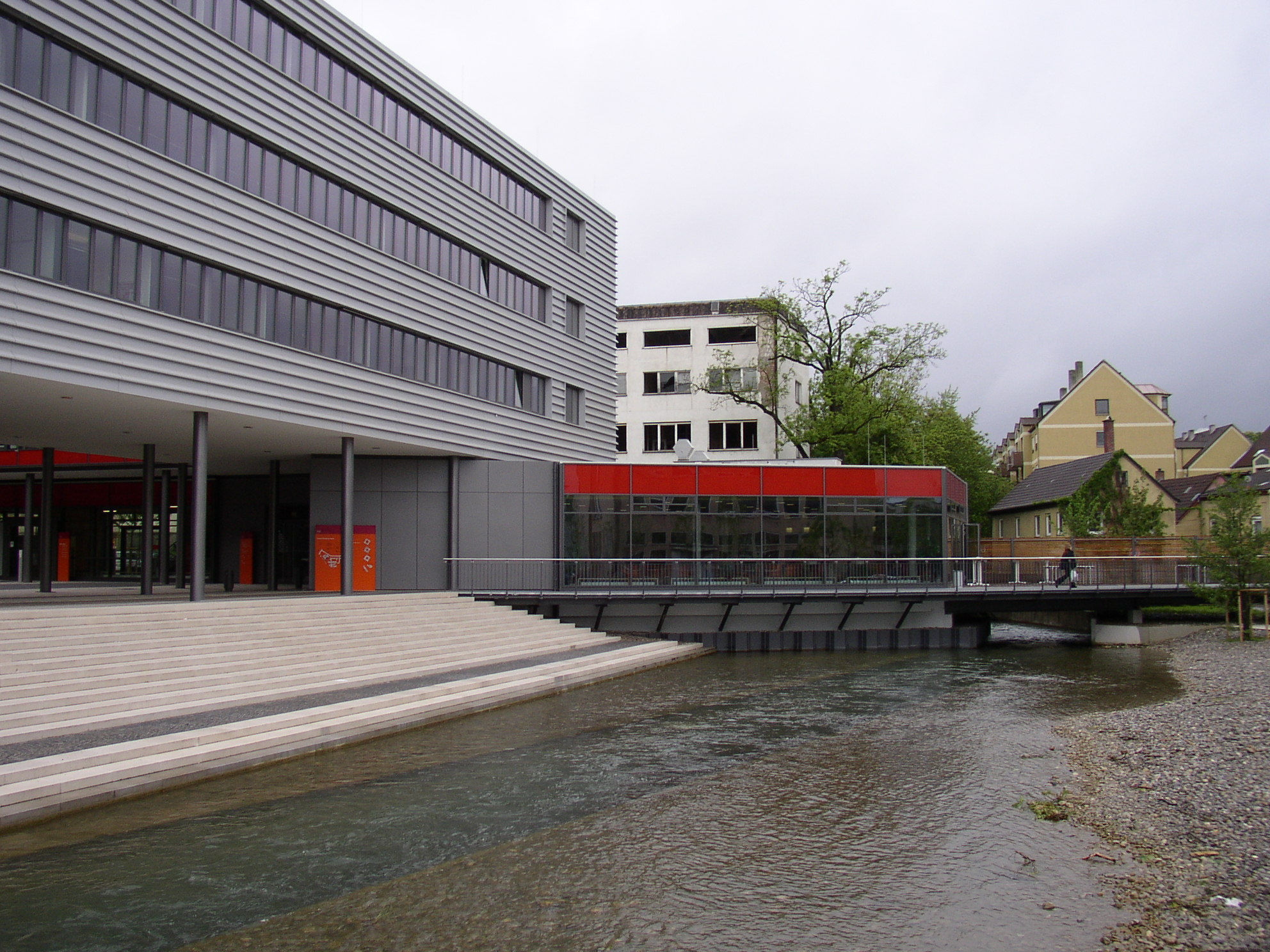
Campus am Brunnenlech: H-Bau mit Cafeteria, im Vordergrund der Lochbach

Zum Wintersemester 2005 wurde mit dem H-Bau ein Servicezentrum mit Zentralbibliothek, Rechenzentrum und Cafeteria bezogen, der erste Neubau seit langem. Im Frühjahr 2007 wurden die Bauten K bis M für die Fakultäten für Gestaltung und Informatik am Standort der ehemaligen Schüleschen Kattunfabrik eingeweiht. Dabei wurde der erhaltene historische Kopfbau im Stil eines Barockschlosses saniert und die beiden, 1996 abgebrochenen, Flügelbauten in moderner Architektur aus Glas, Stahl und Sichtbeton wiedererrichtet.
Der neu entstandene zweite Campus an der Friedberger Straße, zu dem auch der bereits 1999 von der Fakultät für Informatik bezogene J-Bau gehört, wurde wegen seiner Nähe zum Roten Tor Campus am Roten Tor benannt. Die Gebäude am Standort Baumgartnerstraße bekamen den Namen Campus am Brunnenlech durch den Lochbach, der das Gelände der Hochschule zwischen H-Bau am westlichen und A- und E-Bau am östlichen Ufer durchfließt. Er wird im Bereich der Hochschule auch Brunnenlech genannt.
Durch eine Änderung des Bayerischen Hochschulgesetzes wurde 2007 aus der Fachhochschule Augsburg die Hochschule für angewandte Wissenschaften – Fachhochschule Augsburg. Seit Februar 2008 wird die Kurzform Hochschule Augsburg als Name verwendet. 2011 erfolgte erneut eine Umbenennung in Hochschule für angewandte Wissenschaften Augsburg (weiterhin Abkürzung als Hochschule Augsburg).

Logo bis November 2023

2011 feierte die Hochschule Augsburg ihr 40-jähriges Bestehen als Fachhochschule.
Die Fakultät für Wirtschaft bezog zum Wintersemester 2011/12 einen Neubau am Campus am Roten Tor. Zuvor befand sie sich 34 Jahre lang gemeinsam mit den Musik- und Kunstpädagogischen Lehrstühlen der Universität Augsburg in Lechhausen in der Schillstraße in der ehemaligen Pädagogischen Hochschule, wohin sie zum Wintersemester 1977/78 vom Stammgelände ausgelagert wurde.
Am 11. Juli 2022 gab der bayerische Ministerpräsident Markus Söder zusammen mit dem bayerischen Staatsminister für Wissenschaft und Kunst Markus Blume im Rahmen des Festakts „50 Jahre Hochschule Augsburg“ bekannt, dass die Institution den Titel „Technische Hochschule“ erhalte.

## Fakultäten
| Fakultät                                    | seit      | Immatrikulierte Studenten (Stand WS 2022/2023) | Studiengänge |
| ------------------------------------------- | --------- | ---------------------------------------------- | ------------ |
| Angewandte Geistes- und Naturwissenschaften | -         | 367                                            | 3            |
| Architektur und Bauwesen                    | -         | 1.173                                          | 7            |
| Elektrotechnik                              | -         | 863                                            | 6            |
| Gestaltung                                  | -         | 741                                            | 4            |
| Informatik                                  | 1980/1991 | 1.241                                          | 6            |
| Maschinenbau und Verfahrenstechnik          | -         | 843                                            | 6            |
| Wirtschaft                                  | 1974      | 1.434                                          | 6            |
| Gesamt                                      | -         | 6.662                                          | 38           |

Die Fakultät für Angewandte Geistes- und Naturwissenschaften (zuvor Allgemeinwissenschaften) betreut die allgemeinwissenschaftlichen Wahlpflichtfächer und die geistes- und naturwissenschaftlichen Grundlagenfächer der technischen Studiengänge. Die allgemeinwissenschaftlichen Wahlpflichtfächer mit Themen aus Philosophie, Literatur, Geschichte, Politik, Sprachen etc. sollen das Fachstudium ergänzen und erweitern. Außerdem bietet sie die Zusatzqualifikation Umwelttechnik-Immissionsschutz an. Die Technische Hochschule Augsburg ist Mitglied im MedienCampus Bayern, dem Dachverband für die Medienaus- und -weiterbildung in Bayern.

## Studienangebote

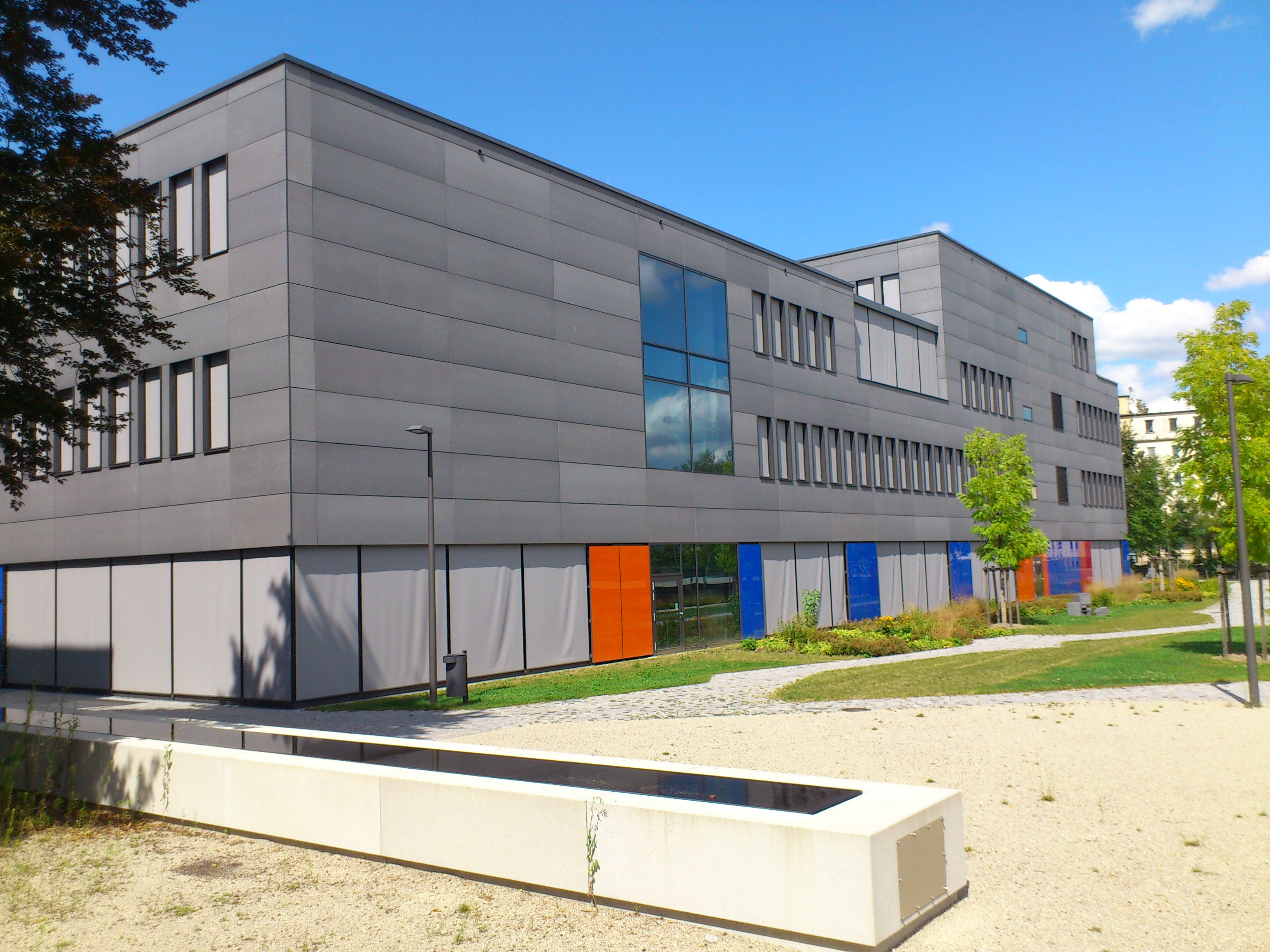
Campus am Roten Tor: W-Bau (School of Business und Fakultät für Informatik)

Aktuell (Stand 19. Mai 2021) werden an der Hochschule Augsburg folgende Studiengänge angeboten:

### Bachelorstudiengänge
- Architektur (FK für Architektur und Bauwesen)
- Bauingenieurwesen (FK für Architektur und Bauwesen)
- Betriebswirtschaft (School of Business)
- Creative Engineering (FK Gestaltung und Elektrotechnik)
- Data Science (FK für angewandte Geistes- und Naturwissenschaften), seit WS 2022/2023[13]
- Digitaler Baumeister (FK für Architektur und Bauwesen)
- Elektro- und Informationstechnik (FK für Elektrotechnik)
- Energieeffizientes Planen und Bauen (E2D) (FK für Architektur und Bauwesen)
- Informatik (FK für Informatik)
- Interaktive Medien (FK für Informatik und FK für Gestaltung)
- International Information Systems (FK für Informatik)
- International Management (FK für Wirtschaft)
- Internationales Wirtschaftsingenieurwesen (FK für Elektrotechnik und School of Business)
- Kommunikationsdesign (FK für Gestaltung)
- Maschinenbau (FK für Maschinenbau und Verfahrenstechnik)
- Mechatronik (FK für Elektrotechnik, FK für Informatik und FK für Maschinenbau und Verfahrenstechnik)
- Rettungsingenieurwesen (FK Maschinenbau und Verfahrenstechnik), seit WS 2025/2026
- Soziale Arbeit (FK für Angewandte Geistes- und Naturwissenschaften), seit WS 2018/2019[14]
- Systems Engineering (FK für Informatik)
- Technische Informatik (FK für Elektrotechnik und FK für Informatik)
- Umwelt- und Verfahrenstechnik (FK für Maschinenbau und Verfahrenstechnik)
- Wirtschaftsinformatik (FK für Informatik)
- Wirtschaftsingenieurwesen berufsbegleitend (FK für Angewandte Geistes- und Naturwissenschaften)
- Wirtschaftsingenieurwesen für Teilnehmer mit betriebswirtschaftlichem Abschluss (FK für angewandte Geistes- und Naturwissenschaften)
- Wirtschaftspsychologie (School of Business)

### Masterstudiengänge
- Applied Research (FK für Elektrotechnik, Informatik und Wirtschaft, Kooperation mit den Hochschulen Deggendorf, Ingolstadt, Nürnberg, Amberg-Weiden und Regensburg)
- Architektur (FK für Architektur und Bauwesen, Kooperation mit der HS München)
- Bauingenieurwesen (FK für Architektur und Bauwesen, Kooperation mit der HS München)
- Business Information Systems (FK für Informatik)
- Electrical Engineering (FK Elektrotechnik)
- Energie Effizienz Design – E2D (FK für Architektur und Bauwesen)
- Identity Design (M.A.)
- Industrielle Sicherheit (FK für Elektrotechnik)
- Informatik (FK für Informatik)
- Interaktive Mediensysteme (FK für Gestaltung und FK für Informatik)
- International Business and Finance (School of Business)
- IT-Projekt- und Prozessmanagement (FK für Informatik)
- Leichtbau- und Faserverbundtechnologie (FK für Maschinenbau und Verfahrenstechnik)
- Marketing-Management Digital (School of Business)
- Mechatronic Engineering (FK Elektrotechnik)
- Mechatronic Systems (FK für Elektrotechnik, Kooperation mit der University of Ulster)
- Nachhaltigkeitsmanagement (School of Business)
- Personalmanagement (FK für Wirtschaft, Kooperation mit den Hochschulen Ingolstadt, Landshut und München)
- Produktion (FK für Maschinenbau und Verfahrenstechnik)
- Projektmanagement [Bau und Immobilie / Fassade / Ausbau / Holzbau] (FK für Architektur und Bauwesen)
- Steuern und Rechnungslegung (School of Business, Kooperation mit der HS Ingolstadt)
- Technologie-Management (FK für Maschinenbau und Verfahrenstechnik, Kooperation mit der HS Kempten)
- Transformation Design (FK für Gestaltung)
- Umwelt- und/oder Verfahrenstechnik (FK für Maschinenbau und Verfahrenstechnik)

### Duales Studium
- Bachelor Bauingenieurwesen + Ausbildung zum Betonbaumeister, Maurermeister oder Zimmermeister
- Bachelor Betriebswirtschaft + Ausbildung zum Bankkaufmann
- Bachelor Elektro- und Informationstechnik + Ausbildung zum Elektroniker
- Bachelor Informatik
- Bachelor Internationales Wirtschaftsingenieurwesen + Ausbildung zum Industriekaufmann
- Bachelor Maschinenbau + Ausbildung zum Industriemechaniker oder Fluggerätemechaniker oder Produktdesigner
- Bachelor Mechatronik + Ausbildung zum Mechatroniker/in
- Bachelor Systems Engineering + Ausbildung zum Fachinformatiker, Industriemechaniker, Elektrotechniker, Mechatroniker
- Bachelor Technische Informatik
- Bachelor Umwelt- und Verfahrenstechnik
- Bachelor Wirtschaftsinformatik + Ausbildung zum Fachinformatiker

### Weiterbildungsangebote
- Customs and Foreign Trade Management (School of Business)
- Fachingenieur Ausbau (Zertifikat, FK für Architektur und Bauwesen)
- Fachingenieur Fassade (Zertifikat, FK für Architektur und Bauwesen, Kooperation mit der HS München)
- Holzbau – Integrale Planung und Konstruktion (Zertifikat, FK für Architektur und Bauwesen)
- IT-Projekt- und Prozessmanagement (Zertifikat, FK für Informatik)
- Prozessentwickler/-in Logistik (Zertifikat, School of Business)
- Weiterbildungsstudium Umwelttechnik – Immissionsschutz (Zertifikat, FK für angewandte Geistes- und Naturwissenschaften)
- Zertifikat Grundlagen des Wirtschaftsingenieurwesens (Zertifikat, FK für angewandte Geistes- und Naturwissenschaften)
- Zertifikat Interkulturelle Kompetenzen (Zertifikat, FK für angewandte Geistes- und Naturwissenschaften)
- Zertifikat Soziale Kompetenzen (Zertifikat, FK für angewandte Geistes- und Naturwissenschaften)
- Zusatzqualifikation Umwelttechnik – Immissionsschutz (Zertifikat, FK für angewandte Geistes- und Naturwissenschaften)

## Institute und Kompetenzzentren
Mehrere Institute der Hochschule fördern den Wissens- und Technologietransfer.

### Institut für Technologie- und Wissenstransfer (ITW)
Das Institut für Technologie- und Wissenstransfer (ITW) ist die zentrale Kontaktstelle der TH Augsburg für Unternehmen und Einrichtungen der Praxis.

### Institut für Bau und Immobilie (THA_ibi)
Das Institut für Bau und Immobilie initiiert, konzipiert und realisiert weiterbildende Studienangebote im Bereich Bau und Immobilie. Daneben zertifiziert es Ausbildungs- und Kompetenzstandards und führt Forschungs- und Entwicklungsarbeiten zur Sicherung der wissenschaftlichen Qualität und Praxisnähe in den angebotenen Studienrichtungen durch. Das Institut für Bau und Immobilie ist an die Fakultät für Architektur und Bauwesen angegliedert.

### Institut für Holzbau (THA_ifh)
Das Institut für Holzbau (THA_ifh) ist eine akkreditierte Zertifizierungsstelle nach DIN EN ISO/IEC 17065:2013 und darf seine Tätigkeiten europaweit ausführen. Damit verbunden ist z. B. die Prüfung von Baustoffen und Bauteilen, die Durchführung der bauaufsichtlich vorgeschriebenen Überwachung von Holzbaubetrieben und die Vergabe der zugehörigen Übereinstimmungszertifikate (Ü- & CE-Zeichen). Das Institut für Holzbau ist der Fakultät für Architektur und Bauwesen zugeordnet.

### Institut für innovative Sicherheit (THA_innos)
Das Institut für innovative Sicherheit (THA_innos) entwickelt IT-Sicherheitstechnologien und Sicherheitsprozesse, die auf aktuelle Anforderungen der Industrie 4.0 zugeschnitten sind. Zudem bildet es IT-Sicherheitsexperten aus. Es ist an die Fakultäten für Informatik und Elektrotechnik angegliedert.

### Institut für ressourceneffiziente Datenübertragung und -verarbeitung (THA_ired)
Das Institut für ressourceneffiziente Datenübertragung und -verarbeitung (THA_ired) konzipiert  Lösungen zur schnellen Übertragung, Verarbeitung und Verteilung elektronischer Daten. Neben der Forschungs- und Entwicklungsarbeit werden am Institut auch Nachwuchskräfte für Datenübertragung und Verarbeitung ausgebildet. HSA_ired ist an die Fakultäten für Elektrotechnik und Informatik angegliedert.

### Institut für agile Software-Entwicklung (THA_ias)
Das Institut für agile Softwareentwicklung (THA_ias) forscht in enger Zusammenarbeit mit Partnern aus Industrie und Wissenschaft zu den Schwerpunkten agile Softwareentwicklung, Programmiersprachen & Sicherheit, Prozessdigitalisierung sowie Anwendungen der KI. Die hierbei entstehenden Projekte decken ein breites Feld an Anwendungen ab, wie z. B. digitale Gesundheit, Produktionstechnik oder Digitalisierung der öffentlichen Verwaltung. Die Aus- und Weiterbildung von Software-Ingenieuren ist dabei ein zentrales Anliegen des Instituts.

## Promotion
Seit Februar 2023 hat die TH Augsburg das eigenständige Promotionsrecht für ausgewählte Professorinnen und Professoren. Zusammen mit der TH Deggendorf und der HAW Landshut dürfen seitdem im Rahmen des Promotionszentrum „Digitale Technologien und ihre Anwendung (DigiTech)“ Doktorwürden verliehen werden. Seit Juli 2024 gibt es ein zweites Promotionszentrum „Nachhaltige intelligente Technologien für eine ressourcenoptimierte Produktion (NITRO)“. Damit können Nachwuchswissenschaftlerinnen und Nachwuchswissenschaftler zu diesen Themenkomplexen direkt an der TH Augsburg promovieren.

## Standorte

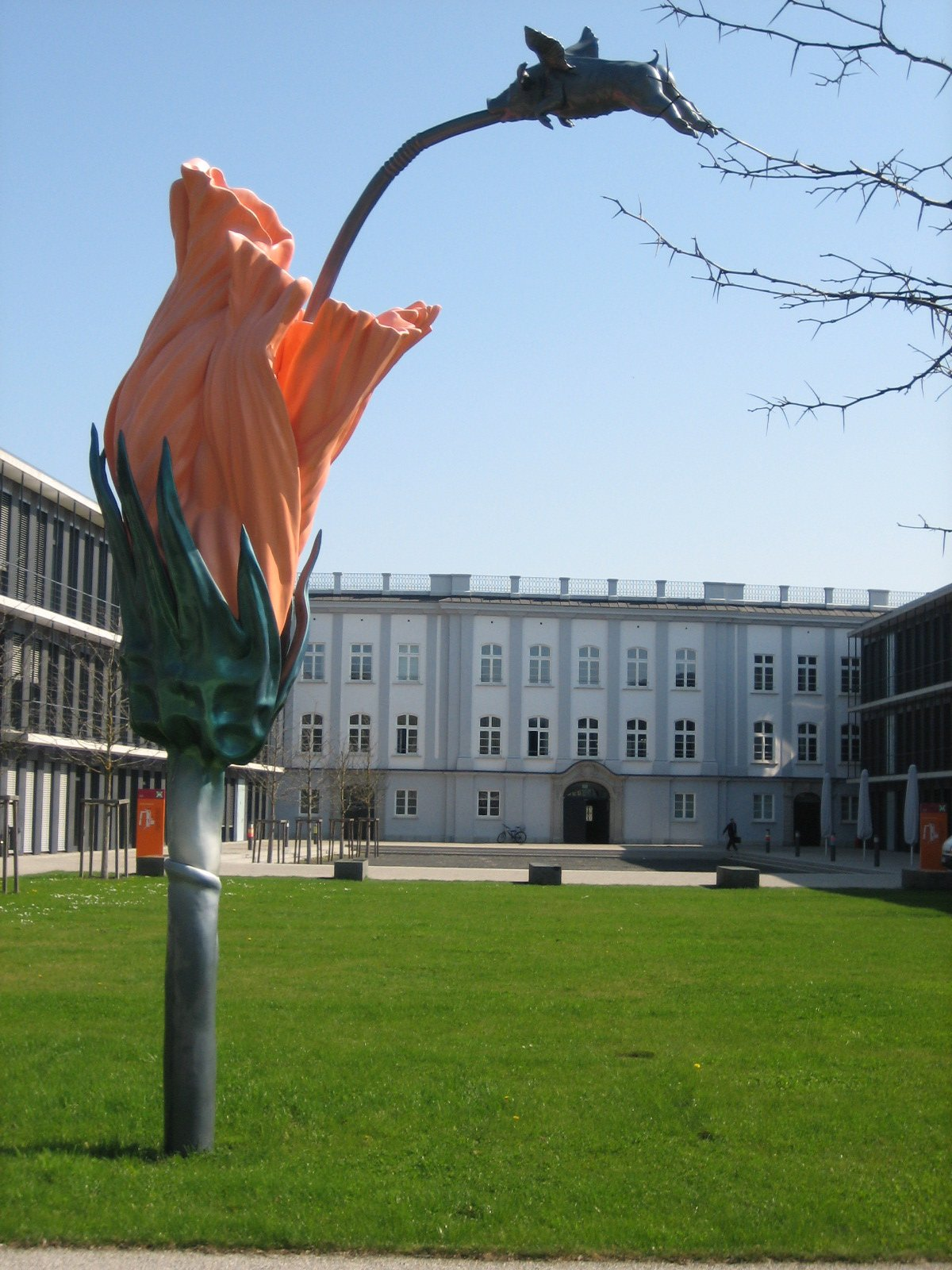
Campus am Roten Tor; Kunstwerk auf dem Campus

Die Technische Hochschule Augsburg verfügt über zwei Standorte, die sich mit etwa 500 m Distanz zueinander in der Innenstadt befinden.
Der Campus am Brunnenlech (Gebäude A bis H) mit den Fakultäten angewandte Geistes- und Naturwissenschaften, Architektur und Bauingenieurwesen, Elektrotechnik und Maschinenbau und Verfahrenstechnik, sowie Verwaltung, Cafeteria, Zentralbibliothek und Rechenzentrum befindet sich zwischen dem Brunnenlechgäßchen und der Baumgartnerstraße.
An der Friedberger Straße entstand auf dem Gelände der ehemaligen Schülesche Kattunfabrik der Campus am Roten Tor (Gebäude J bis M und W) mit den Fakultäten Informatik, Gestaltung, Wirtschaft, der Mensa, einer Cafeteria sowie der Hochschulleitung.
Gemeinsam mit den Hochschulen Neu-Ulm und Kempten betreibt die Technische Hochschule Augsburg seit 2009 das Hochschulzentrum Vöhlinschloss in Illertissen. Die Hochschulen nutzen das Tagungs- und Kongresszentrum für Seminare, Fortbildungen, Konferenzen und für Existenzgründungsberatung.

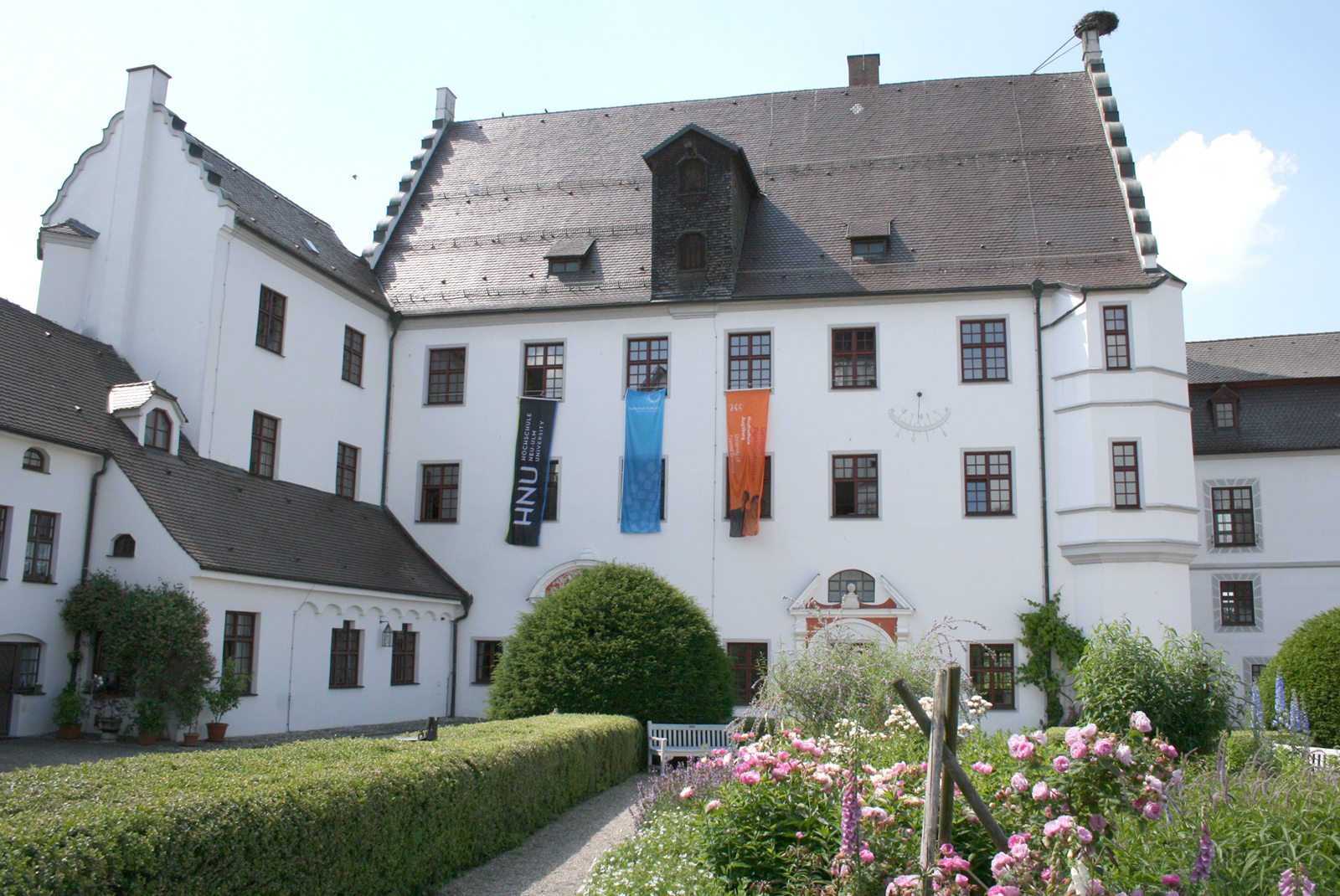
Hochschulzentrum Vöhlinschloss

## Kosten und Studiengebühren
Es wird ein Semesterbeitrag in Höhe von 150,63 € pro Semester erhoben, dieser setzt sich zusammen aus 72,00 € Studentenwerksbeitrag und 78,63 € für das Semesterticket des AVV (Zone 10 und 20 in Augsburg) (Stand WS 2023/24). Studienbeiträge wurden von 2007 bis 2013 erhoben.

## Persönlichkeiten

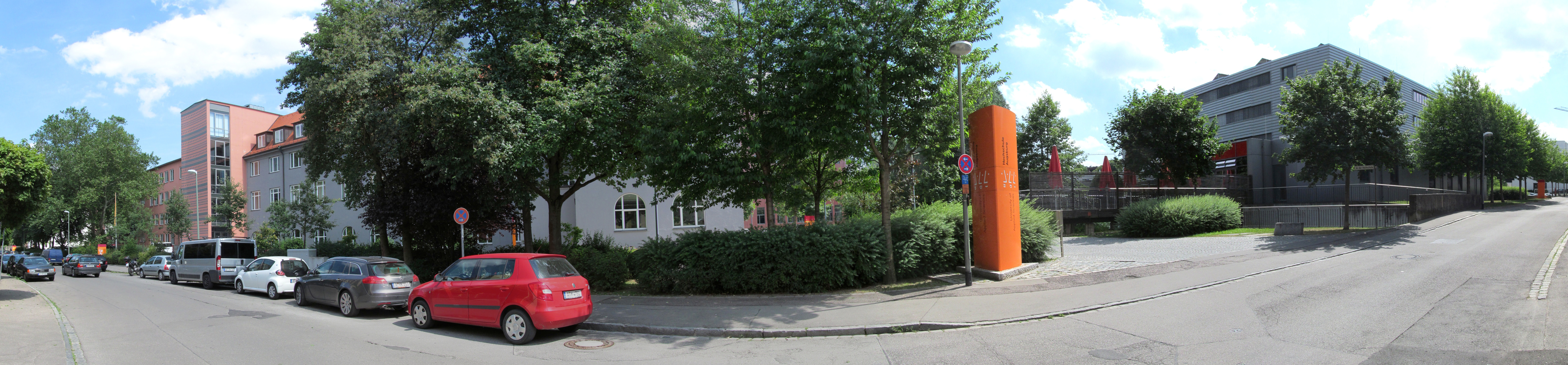
Panoramabild der Hochschule (Brunnenlechgäßchen)

| Name                    | geb. | gest. | Funktion an der TH Augsburg                                   | Fakultät                              | von   | bis   | Anmerkung                                                                         |
| ----------------------- | ---- | ----- | ------------------------------------------------------------- | ------------------------------------- | ----- | ----- | --------------------------------------------------------------------------------- |
| Johann Georg Bergmüller | 1688 | 1762  | katholischer Direktor                                         | Reichsstädtische Kunstakademie        | 1730  | 1762  | bedeutender Freskomaler des Barocks                                               |
| Dominikus Böhm          | 1880 | 1955  | Schüler                                                       | Baugewerkschule Augsburg              | 1896  | 1900  | deutscher Architekt                                                               |
| Heinrich von Buz        | 1833 | 1918  | Schüler                                                       | Kgl. Polytechnische Schule Augsburg   | 18??  | 18??  | deutscher Techniker und Industrieller                                             |
| Rudolf Diesel           | 1858 | 1913  | Schüler                                                       | Gewerbe- und Industrieschule Augsburg | 1872  | 1875  | Erfinder des Dieselmotors                                                         |
| Martin Eder             | 1968 | -     | Student                                                       | Gestaltung                            | 1986  | 1992  | deutscher Künstler                                                                |
| Hubert Gindert          | 1933 | -     | Professor für Marketing                                       | Wirtschaft                            | 1973  | 1998  | deutscher Ökonom                                                                  |
| Karl Albert Gollwitzer  | 1839 | 1917  | Schüler                                                       | Kgl. Polytechnische Schule Augsburg   | 1855  | 1858  | deutscher Architekt                                                               |
| Alexander Grimm         | 1986 | -     | Student                                                       | Maschinenbau                          | 2008  | -     | Olympiasieger im Kanuslalom (2008)                                                |
| Matthäus Günther        | 1705 | 1788  | Direktor                                                      | Reichsstädtische Kunstakademie        | 1762  | 1784  | bedeutender Rokokomaler                                                           |
| Josef Hebel             | 1894 | 1972  | Student                                                       | Bauschule Augsburg                    | 19??  | 1914  | deutscher Unternehmer                                                             |
| Georg Holzach           | 1963 | -     | Dozent (Medientraining)                                       | Wirtschaft                            | 2006  | 2006  | deutscher Fernsehjournalist                                                       |
| Pablo Horváth           | 1962 | -     | Lehrbeauftragter                                              | Architektur                           | 2012  | 2012  | Schweizer Architekt und Hochschullehrer                                           |
| Mario Jeckle            | 1974 | 2004  | Student, Lehrbeauftragter                                     | Informatik                            | 1993  | 1997  | deutscher Informatiker                                                            |
| Georg Krauß             | 1826 | 1906  | Schüler                                                       | Kgl. Polytechnische Schule Augsburg   | 183?  | 1847? | Gründer der Locomotivfabrik Krauss & Comp.                                        |
| Edwin Kreuzer           | 1947 | -     | Student                                                       | Rudolf-Diesel-Polytechnikum           | 1966  | 1971  | Präsident der Technischen Universität Hamburg-Harburg                             |
| Georg Lacher            | 1809 | 1882  | Student                                                       | Kunstschule Augsburg                  | ?     | ?     | deutscher Maler                                                                   |
| Franz von Lenbach       | 1836 | 1904  | Schüler                                                       | Kgl. Polytechnische Schule Augsburg   | 1852  | 1853  | deutscher Maler                                                                   |
| Wilhelm Liebhart        | 1951 | -     | Professor für Geschichte, Politik und Literatur               | Geistes- und Naturwissenschaften      | 1989  | -     | deutscher Historiker                                                              |
| Irene Meissner          | 1961 | -     | Vertretungsprofessorin                                        | Architektur                           | 2013  | 2015  | deutsche Architektin und Architekturhistorikerin                                  |
| Eugen Nerdinger         | 1910 | 1991  | Direktor                                                      | Werkkunstschule der Stadt Augsburg    | 1960  | 1970  | Gebrauchsgrafiker                                                                 |
| Norbert A. Peiker       | 1940 | 2024  | Student                                                       | Rudolf-Diesel-Polytechnikum, Hochbau  | 1960  | 1964  | 2002 Aufnahme in das 'College of Fellows of the American Institute of Architects' |
| Erika Regnet            | 1962 | -     | Professorin für Personal und Organisation                     | Wirtschaft                            | 2008  | -     | Top40 im deutschen Personalwesen (Personalmagazin 09/07)                          |
| Theodor Rogge           | 1854 | 1933  | Dozent                                                        | Königliche Industrieschule            | 1880  | -     | deutscher Architekt, Maler                                                        |
| Fritz Scherer           | 1940 | 2025  | Professor für Betriebswirtschaftslehre                        | Wirtschaft                            | -     | 2003  | Präsident (1985–1994) und Vizepräsident (1994–2012) des FC Bayern München         |
| Thomas Schmidt          | 1976 | -     | Student                                                       | Maschinenbau                          | 1999? | 2003? | Olympiasieger im Kanuslalom (2000)                                                |
| Thomas Schwartz         | 1964 | -     | Honorarprofessor für angewandte Ethik                         | Geistes- und Naturwissenschaften      | 2005  | -     | katholischer Priester                                                             |
| Wolfgang Simler         | 1943 | -     | Lehrbeauftragter für Bankwirtschaft                           | Wirtschaft                            | 1986  | 2009  | Präsident der Hauptverwaltung München der Bundesbank                              |
| Rupert Stadler          | 1963 | -     | Student                                                       | Wirtschaft                            | 198?  | 198?  |                                                                                   |
| Michael Stoll           | 1965 | -     | Professor für Informationsdesign                              | Gestaltung                            | 2005  | -     | deutscher Informationsdesigner und Sammler historischer Informationsgrafiken      |
| Klaus Tragbar           | 1959 | -     | Professor für Entwerfen, Baugeschichte und Architekturtheorie | Architektur                           | 2002  | 2014  | deutscher Architekt                                                               |
| Michael Kipp            | -    | -     | Professor für Informatik                                      | Informatik                            | -     | -     | deutscher Informatikprofessor                                                     |
| Mareile Hertel          | 1982 | -     | Geschäftsführerin TTZ Aichach                                 | Architektur & Bauwesen                | -     | -     | Ultra-Triathletin, u. a. Weltmeisterin im Fünffach-Ironman 2024                   |